# Kawabe Yuki
Yuki Kawabe (sinh ngày 2 tháng 4 năm 1987) là một cầu thủ bóng đá người Nhật Bản.

## Sự nghiệp câu lạc bộ
Yuki Kawabe đã từng chơi cho FC Machida Zelvia, AC Nagano Parceiro, FC Ryukyu và Saurcos Fukui.